# Falkenkrug

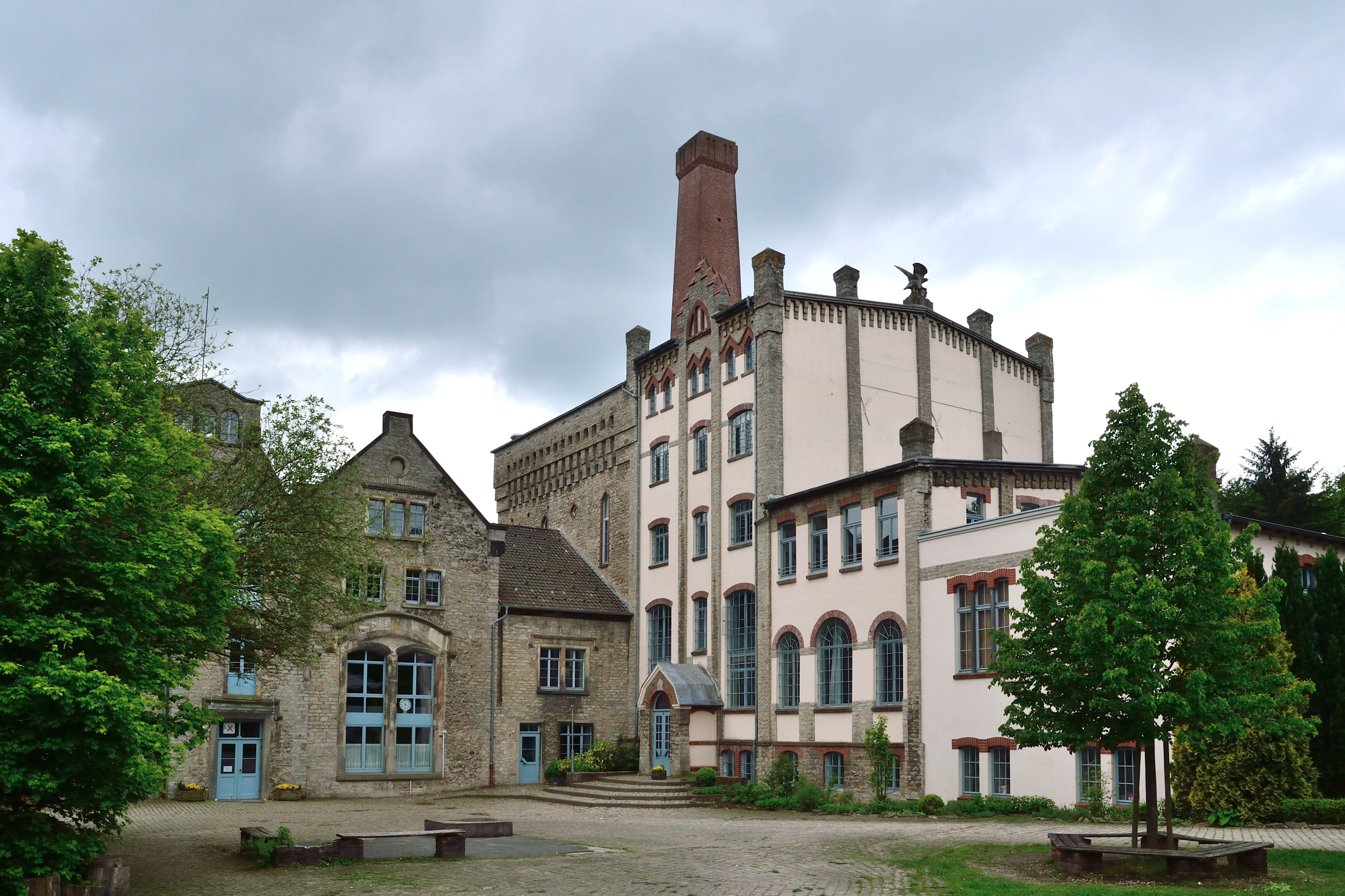
Ehemalige Brauerei Falkenkrug in Detmold

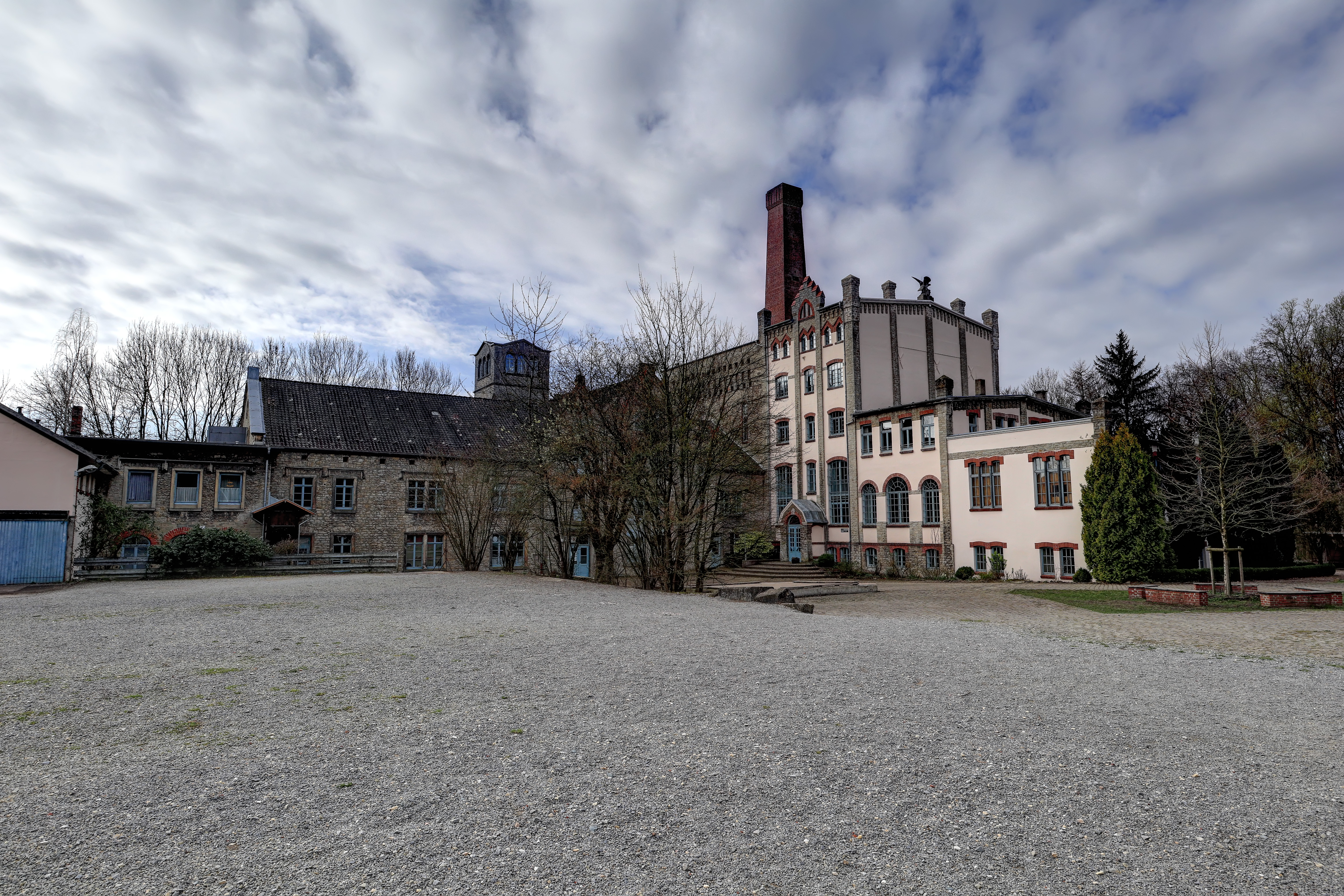
Ehemalige Brauerei Falkenkrug im März 2019

Der Falkenkrug ist eine 1972 stillgelegte Brauerei, deren Gebäude im Detmolder Ortsteil Spork-Eichholz an einem Steilhang errichtet wurde und in dem sich heute die Freie Waldorfschule Lippe-Detmold befindet.

## Geschichte

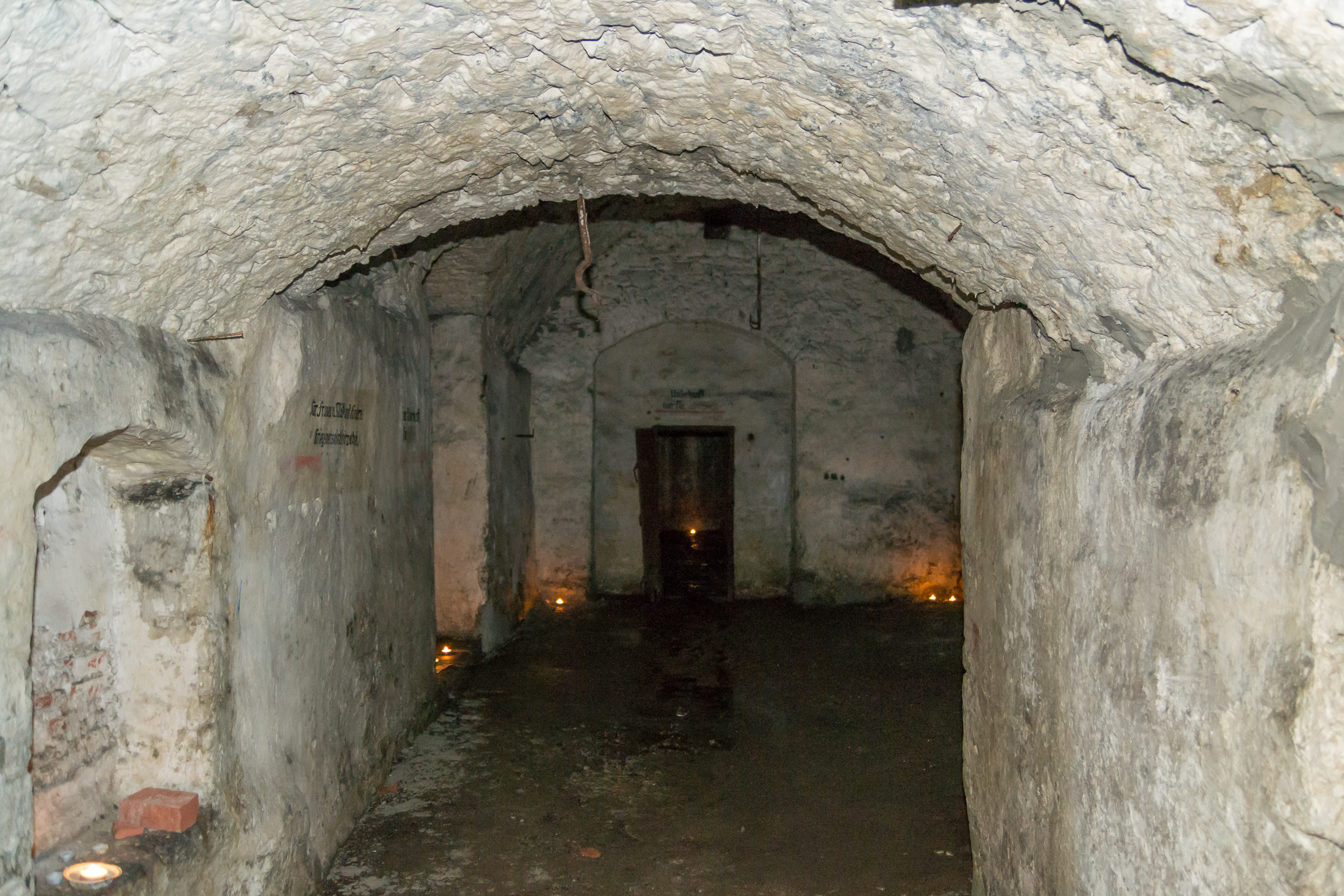
Felsenkeller

Der lippische Graf Hermann Adolf genehmigte seinem Hoftrompeter Johann Winter, genannt Falco, 1662 in der Nähe des heutigen Brauereigebäudes eine Krugstätte zu eröffnen (Krugrecht). Anfangs durfte er kein eigenes Bier brauen, sondern musste das Getränk in Detmold oder Horn einkaufen. Vom nachfolgenden Grafen Simon Heinrich erhielt er schließlich 1673 das Privileg des Bierbrauens. Die nach ihm benannte Gaststätte Falkenkrug mit angeschlossener Brauerei galt bis zum Ende des 19. Jahrhunderts als beliebtestes Ausflugslokal der Detmolder Bevölkerung.
1808 gelangte der hoch verschuldete Krug in den Besitz von Simon Gausmann. Gausmann erbaute eine Kegelbahn und machte den Krug wieder profitabel. Nach seinem Tod im Jahr 1828 übernahm sein Sohn Simon August den Betrieb. Simon August hatte eine Lehre als Bierbrauer in Bayern absolviert und hier offenbar Felsenkeller zur Lagerung des Biers kennengelernt. Nach seiner Rückkehr begann er daher in den 1830er Jahren damit, ein System von Kellern unterhalb des Grundstücks auszuheben, der größte davon 40 Meter lang, 8 Meter breit und 5 Meter hoch. In den Kellergewölben überschritt auch im Sommer die Temperatur nicht die 9°-Marke. Zudem wurde ein Eiskeller angelegt, der in den Wintermonaten gefüllt wurde. Simon August verstarb am 19. November 1856, den von ihm bereits 1841 geplanten Bau eines neuen Brauhauses erlebte er nicht mehr mit.
Seine Frau heiratete erneut, mit ihrem Mann Karl Schmitz realisierte sie die Plänes des Verstorbenen. Der Gebäudekomplex der Brauerei Falkenkrug in Spork-Eichholz wurde in den Jahren von 1857 bis 1880 errichtet. Vom Tal der Werre sind das mächtige, quadratische Mälzhaus und das alte Sud-, Brau- und Wohnhaus zu sehen, alles überragt von einem Fabrikschornstein. Auf der Rückseite des Mälzhauses zur Blomberger Straße hin wurde 1911 ein neues Sudhaus, ein Maschinenhaus und ein Eishaus angebaut. Auf dem Dach des neuen Sudhauses ist auf der Nordseite ein steinerner Falke mit einem Krug in seinen Fängen zu erkennen. Die nicht mehr genutzten Lagerkeller dienten im Zweiten Weltkrieg als Schutzraum vor Fliegerbomben.
In den 1960er Jahren übernahm die Herforder Brauerei „Felsenkeller“, vorher bereits Anteilseigner, die Brauerei Falkenkrug komplett. Die Bierproduktion in Detmold wurde 1972 eingestellt, das Schicksal des Gebäudeensembles war lange Zeit ungewiss.
Das Bauwerk dokumentiert die Arbeits- und Produktionsweise im Brauereiwesen im 19. und 20. Jahrhundert und gehört zur Ortsgeschichte der Stadt Detmold. Der Falkenkrug beeindruckt durch seine spezielle Architektur, die an ein Fabrikschloss erinnert. Die Stadt Detmold bietet Führungen durch das Gebäude an. Das Brauerei-Anwesen wurde Ende der 1980er Jahre teilweise renoviert und eine Waldorfschule in den Räumen eröffnet.